# Xu Lijia
Xu Lijia (en chino: 徐莉佳; Shanghái, 30 de agosto de 1987) es una deportista china que compite en vela en la clase Laser Radial. 
Participó en tres Juegos Olímpicos de Verano, entre los años 2008 y 2016, obteniendo una medalla de oro en Londres 2012 y una de bronce en Pekín 2008, ambas en la clase Laser Radial. Ganó tres medallas en el Campeonato Mundial de Laser Radial entre los años 2006 y 2012.
En 2012 fue nombrada Regatista Mundial del Año por la Federación Internacional de Vela.

## Palmarés internacional
| \| Juegos Olímpicos \| Juegos Olímpicos \| Juegos Olímpicos \| Juegos Olímpicos \| \| Año \| Lugar \| Medalla \| Clase \| \| ------------------ \| ---------------------------- \| ----------------- \| ---------------- \| \| 2008 \| Pekín (China) \| Medalla de bronce \| Laser Radial \| \| 2012 \| Londres (Reino Unido) \| Medalla de oro \| Laser Radial \| \| Campeonato Mundial \| \| \| \| \| Año \| Lugar \| Medalla \| Clase \| \| 2006 \| Los Ángeles (Estados Unidos) \| Medalla de oro \| Laser Radial \| \| 2008 \| Auckland (Nueva Zelanda) \| Medalla de plata \| Laser Radial \| \| 2012 \| Boltenhagen (Alemania) \| Medalla de plata \| Laser Radial \| |                              |                   |              |
| Juegos Olímpicos |                              |                   |              |
| Año | Lugar                        | Medalla           | Clase        |
| 2008 | Pekín (China)                | Medalla de bronce | Laser Radial |
| 2012 | Londres (Reino Unido)        | Medalla de oro    | Laser Radial |
| Campeonato Mundial |                              |                   |              |
| Año | Lugar                        | Medalla           | Clase        |
| 2006 | Los Ángeles (Estados Unidos) | Medalla de oro    | Laser Radial |
| 2008 | Auckland (Nueva Zelanda)     | Medalla de plata  | Laser Radial |
| 2012 | Boltenhagen (Alemania)       | Medalla de plata  | Laser Radial |